# Blowin' in the Wind

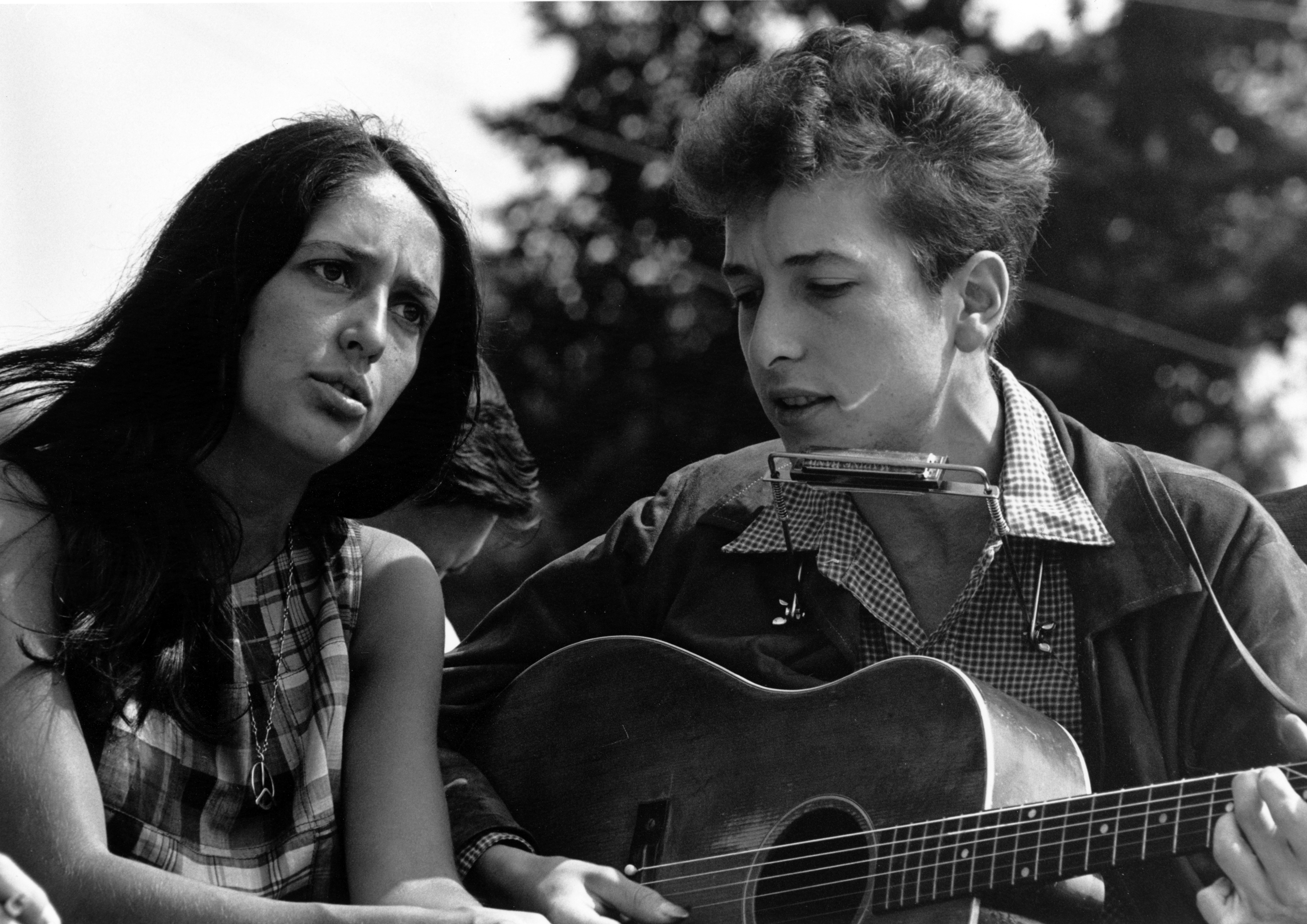
Bob Dylan cantant

Blowin' in the Wind és una 'cançó de protesta' de Bob Dylan escrita i llançada com a "single" l'any 1962, sent inclosa al seu àlbum The Freewheelin' Bob Dylan el 1963. Ha tingut gran transcendència en el món de la música i la cultura popular de finals del segle xx. Ha estat adaptada al català el 1967 per Ramon Casajoana i Joan Boix amb el títol d'Escolta-ho en el vent.